# Mimosybra kaszabi
Mimosybra kaszabi är en skalbaggsart som beskrevs av Stefan von Breuning 1975. Mimosybra kaszabi ingår i släktet Mimosybra och familjen långhorningar. Inga underarter finns listade i Catalogue of Life.